# Erick Martínez Ávila
Erick Alexander Martínez Ávila (18 de enero de 1980 - 6 de mayo de 2012) fue un defensor y portavoz hondureño de los derechos de las personas de la comunidad LGBT en Tegucigalpa, Honduras. Fue periodista, se dedicó a las relaciones públicas de la Asociación Kukulcán. También era conocido por ser un activista zelayista. Días después de su anuncio de presentarse como candidato al Congreso por el Partido Resistencia en las elecciones de noviembre, Martínez desapareció y fue encontrado estrangulado en Guasculile, carretera a Olancho, a unos 3 kilómetros de la capital.
Erick Martínez es uno de entre 20 y 62 hondureños de la comunidad LGBT desde 2010 y uno de los 22 periodistas y partidarios del derrocado presidente Manuel Zelaya asesinados desde el golpe de Estado de Honduras de 2009.
Otro visible activista LGBT hondureño y zelayista, Walter Tróchez, fue asesinado el 13 de diciembre de 2009 en Tegucigalpa.

## Carrera
Estudió periodismo en la Universidad Nacional Autónoma de Honduras. Contribuyó a varias publicaciones sobre el VIH, donde aportó luz sobre cuestiones relacionadas con el virus y los derechos humanos en Honduras. Era conocido por ser el portavoz de la Asociación Kukulcán. En esta, cofacilitó el programa de capacitación regional Speaking Out! en pro de los derechos de las personas con VIH para defensores transgénero y HSH. Esto se llevó a cabo en Tela, Honduras. Su participación en la comunidad de HSH y también la fundación del Movimiento de Diversidad en Resistencia (MDR) llevaron a su nominación para postularse para un cargo en el Departamento de Francisco Morazán por el partido Libre, el ala política del Frente Nacional de Resistencia Popular.

## Muerte

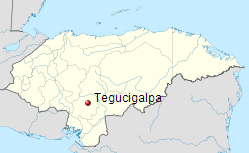
Ubicación geográfica de Tegucigalpa, Honduras

Fue seleccionado como candidato al Congreso Nacional de Honduras en las elecciones nacionales de noviembre por su apoyo a la comunidad LGBT en Honduras. Tres semanas después de su anuncio de candidatura, Martínez desapareció. Dos días después, el 7 de mayo de 2012, su cuerpo fue encontrado en una zanja en la carretera entre el departamento de Olancho y Tegucigalpa a 3 km de la capital en las afueras del poblado Guasculile. Al parecer lo habían golpeado y murió asfixiado por estrangulamiento. No hay un motivo claro detrás de su muerte.

## Contexto
La tasa de homicidios en Honduras ha aumentado dramáticamente en los últimos años como resultado de la inestabilidad política, el narcotráfico y el crimen organizado. El asesinato per cápita en Honduras ha aumentado de 86 a 92 por cada 100 000 personas entre 2011 y 2012. Honduras registró 6700 homicidios en 2011 en una nación de 8 millones de habitantes.
El presidente Manuel Zelaya fue obligado a dimitir mediante un golpe de Estado el 28 de junio de 2009. El presidente Porfirio Lobo Sosa había perdido ante Zelaya en 2005 y se postuló nuevamente y ganó en las elecciones de noviembre de 2009 que le siguieron al golpe. Inicialmente, Estados Unidos criticó el papel del ejército hondureño en deponer al líder elegido democráticamente de la nación. Sin embargo, después de las elecciones envió señales de apoyo al recién elegido mandatario y continuó enviando ayuda militar y de seguridad para la lucha contra las drogas y el crimen. Estados Unidos suspendió durante cuatro meses la ayuda a los hondureños en su lucha contra el narcotráfico después de que la Fuerza Aérea de Honduras derribara varios aviones en violación del derecho internacional en julio de 2012. La impunidad en Honduras, especialmente en los casos de gran visibilidad de periodistas y abogados, es un factor detrás de que los miembros del Congreso de los Estados Unidos presionen a la administración estadounidense para que retenga 50 millones de dólares en ayuda a menos que Honduras pueda mostrar una mejora en su situación de derechos humanos. Según un informe de The Nation, 10 000 denuncias civiles contra el abuso de poder no han sido investigadas desde el golpe de 2009.
Como resultado, en las elecciones en las que Martínez iba a participar, la esposa del expresidente Zelaya, Xiomara Castro, fue elegida para liderar el partido en las elecciones presidenciales de 2013, y Zelaya se postuló para el Congreso.

## Impacto
En diciembre de 2011, Estados Unidos anunció que tomaría en cuenta las violaciones de los derechos de los homosexuales en sus decisiones de política exterior, y en ese momento Honduras había sido testigo de niveles significativos de asesinatos y ataques a la población LGBT.
En un foro que Martínez había dirigido antes de su asesinato, criticó a su país por el aumento de los crímenes de odio después del golpe de Estado y también dijo que la Constitución hondureña no tenía una definición de crimen de odio.

## Reacciones
El Foro Global sobre HSH y VIH (MSMGF) exigió una investigación sobre el asesinato de Erick Martínez. La organización lo elogió por su trabajo en la comunidad LGBT.
Diez días después del asesinato de Martínez, el locutor de radio Alfredo Villatoro fue encontrado muerto. Irina Bokova, directora general de la UNESCO, dijo: «Estoy profundamente preocupada por este segundo periodista asesinado en Honduras en un mes y pido a las autoridades que lleven ante la justicia a los autores de este crimen contra el derecho humano básico a la libertad de expresión. La libertad de expresión es el fundamento de la democracia y el Estado de derecho y es esencial que a los periodistas se les permita contribuir libremente al debate político y social».